# Dziewczyny dzisiaj z byle kim nie tańczą
Dziewczyny dzisiaj z byle kim nie tańczą – trzydziesty drugi singel zespołu Lady Pank. Jest to pierwszy singel z płyty zatytułowanej „Maraton”, która ukazała się 20 czerwca 2011. Muzyka została skomponowana przez Jana Borysewicza, a autorem tekstu jest Andrzej Mogielnicki. Singel trafił do stacji radiowych 10 lutego 2011 roku. Do utworu powstał animowany teledysk w reżyserii Darii Kopiec, która napisała również scenariusz całego wideoklipu. Rysunki wykonał Adrian Madej, animacją zajęli się Arek Stefaniak i Magda Sobczak, a niektóre fragmenty zostały wykonane przy użyciu techniki zwanej „packshot” przez Aleksandrę Brożynę.

## Skład zespołu
- Jan Borysewicz – gitara solowa, chórki
- Janusz Panasewicz – śpiew
- Kuba Jabłoński – perkusja
- Krzysztof Kieliszkiewicz – bas

gościnnie:
- Michał Sitarski – gitary
- Mariusz „Georgia” Pieczara – chórki, refren